# اچ‌ام‌اس اولتور (پی۵۳)
اچ‌ام‌اس اولتور (پی۵۳) (به انگلیسی: HMS Ultor (P53)) یک زیردریایی بود که طول آن ۵۸٫۲۲ متر (۱۹۱٫۰ فوت) بود. این زیردریایی در سال ۱۹۴۲ ساخته شد.